# Fahad Khamis
Fahad Khamis Mubarak (arab. ‏فهد خميس مبارك‎, ur. 28 września 1962 w Dubaju, Oman Traktatowy) – emiracki piłkarz grający na pozycji napastnika. Rekordzista pod względem strzelonych bramek w UAE Arabian Gulf League i legenda klubu Al Wasl Club, z którym był związany przez całą karierę.

## Kariera klubowa
Podczas Mistrzostw Świata 1990 występował w klubie Al Wasl Club.

## Kariera reprezentacyjna
Fahad Khamis występował w reprezentacji ZEA w latach osiemdziesiątych i dziewięćdziesiątych.
W 1985 roku uczestniczył w przegranych eliminacjach Mistrzostw Świata 1986. W 1988 uczestniczył w Pucharze Azji.
W 1989 roku uczestniczył w zwycięskich eliminacjach do Mistrzostw Świata 1990. Na Mundialu wystąpił w dwóch spotkaniach z: reprezentacją Kolumbii oraz reprezentacją Jugosławii.
W 1992 ponownie uczestniczył w Pucharze Azji.
W 1993 uczestniczył w przegranych eliminacjach Mistrzostw Świata 1994.
Ostatnim turniejem w którym uczestniczył Fahad Khamees był Puchar Konfederacji 1997.